# Хингсой
Хингсой (тадж. Хингсой, до марта 2022 г. — Карасой) — село в Истиклольском сельском джамоате Лахшского района. Расстояние от села до центра района — 41 км, до центра джамоата — 2 км. Население — 1269 человек (2017 г.), таджики.